# Typ 4 7,5-cm-Flugabwehrkanone
Die Typ 4 7,5-cm-Flugabwehrkanone (japanisch 四式七糎半高射砲 Yon-shiki nana-senchi-han Kōshahō) war eine Flugabwehrkanone der Landstreitkräfte des Kaiserlich Japanischen Heeres, die von 1944 bis 1945 in kleinen Stückzahlen gefertigt und eingesetzt wurde.

## Hintergrund
Ende der 1930er Jahre konnten die Kaiserlich Japanischen Landstreitkräfte bei Gefechten in Nordchina einige 7,5-cm-Flugabwehrkanonen M1929 der Firma Bofors erbeuten. Weitere, geringfügig verbesserte Versionen der Waffe konnten 1942 in Niederländisch-Ostindien (heute Indonesien) an verschiedenen Orten von der Königlich Niederländischen Indischen Legion erobert werden. Die Geschütze wurden nach Japan verschifft und dort getestet. Dort erwies sich die M1929 der Typ 88 7,5-cm-Flugabwehrkanone als deutlich überlegen. Da ein großer Bedarf an besseren Waffen bestand, wurde beschlossen, die Waffe ohne Lizenz nachzukonstruieren.

## Entwicklung
Bis Ende 1943 waren die Konstruktionsarbeiten soweit abgeschlossen. Dabei wurde auch die Feuerleitung über Feuerleitrechner mit berücksichtigt, was kleinere Änderungen an den Einstellungsgeräten der Richtmechanismen nötig machte. Im Arsenal Osaka konnte ein Prototyp bis Frühjahr 1944 einsatzbereit gemacht werden. Noch im selben Jahr wurde die Waffe offiziell als Typ 4 7,5-cm-Flugabwehrkanone (Jahr 2604 nach dem Kōki-Kalender, daher die Jahreszahl der Benennung) eingeführt und die Vorbereitungen zur Serienfertigung getroffen. Diese begann im Oktober 1944.

## Technik

### Waffe
Das Geschütz besteht aus drei Teilen:
- Rohr
- Oberlafette mit Rohrrücklauf und Richtmechanismen
- Unterlafette mit Pivot und Lafettenkreuz

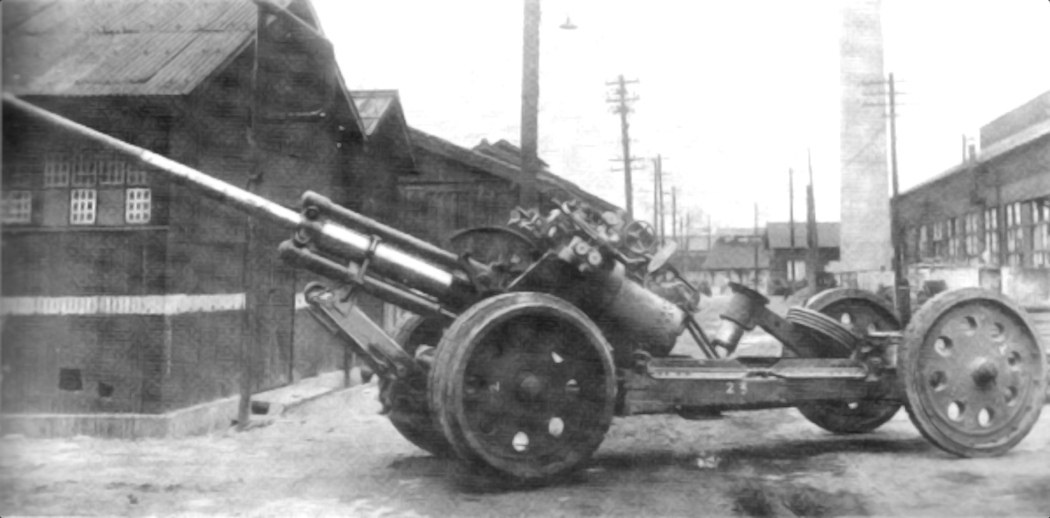
Typ 4 Flugabwehrkanone in Fahrstellung

Das Rohr mit Verschluss wog 837 kg und hatte eine Länge von 4,23 m (L/56,4). Es besaß einen nach links öffnenden Querkeilverschluss.
Die Oberlafette bestand aus zwei Teilen: dem vertikal beweglichen Oberteil mit federhydraulischer Rohrbremse oberhalb und Vorholer unterhalb der Rohrbefestigung und dem horizontal drehbaren Unterteil mit den Richtmechaniken. Die beiden Teile waren über zwei horizontale Drehzapfen miteinander verbunden. Der untere Teil der Oberlafette waren auf einem Mittelpivot montiert. Dies ermöglichte einen Höhenrichtbereich von −0° bis 85° und einen Seitenrichtbereich von 360°. Die Seitenrichtung erfolgte grob durch die Bedienmannschaft, wobei der Feinrichtmechanismus ausgekoppelt wurde. Die Feinrichtung nach Höhe und Seite erfolgte über Handräder rechts und links am unteren Teil der Oberlafette. Die Schussdaten wurden direkt von einem Feuerleitrechner übertragen und mussten dann nur noch abgeglichen werden. Für die Richtschützen waren Metallsitzschalen vorgesehen.
Der Mittelpivot war zentral über einem Lafettenkreuz angeordnet. Die vier Arme waren gleichmäßig um den Pivot angeordnet und hatten jeweils einen Auflageteller mit Gewindestange zur horizontalen Ausrichtung des Geschützes im Gelände an ihren Enden. Für den Transport wurden die seitlichen Lafettenarme nach vorn gedreht und am vorderen Arm verzurrt. Dessen vorderes Ende wurde nach oben abgeklappt und stattdessen eine Zugöse befestigt. Der hintere Lafettenarm  wurde ebenfalls teilweise nach oben geklappt. Dann wurden je ein einachsiger Transportanhänger mit Stahlrädern und Hartgummiauflagen vorn und hinten über die Lafettenarme bewegt und das Geschütz an den Anhängern angehoben. Als Nächstes wurde das Rohr in der maximalen Rohrerhöhung fixiert. Zuletzt wurde das Pivot gelöst und samt Oberlafette und Rohr nach ein wenig vorn unten weggekippt und -gezogen. Dies diente zur Verbesserung der Transportlage durch Absenkung des Schwerpunkts. Der Transport erfolgte aufgrund des hohen Gesamtgewichts von über 3500 kg im Transportzustand durch die Typ 98 6t-Zugmaschine Ro-Ke.

### Munition
1943 wurde aufgrund des von den japanischen Normen abweichenden Patronen- und Geschosslager ein eigenes Geschoss unter der Benennung Typ 3 7,5-cm-Sprenggeschoss samt Treibladungskartusche eingeführt. Zudem gab es 1945 noch Versuche, das Typ 1 7,5-cm-Panzersprenggeschoss für die Waffe nutzbar zu machen.
Im Einsatz wurde die nötige Bereitschaftsmunition patroniert angeliefert und neben den Geschützen bereit gelegt. Die Maximalschussweite lag bei 17000 m. In der Luftabwehr wurde mit automatisch am Geschütz voreingestellten Zeitzündern geschossen. Die maximale Schusshöhe lag bei etwa 11000 m.

## Produktion und Einsatz

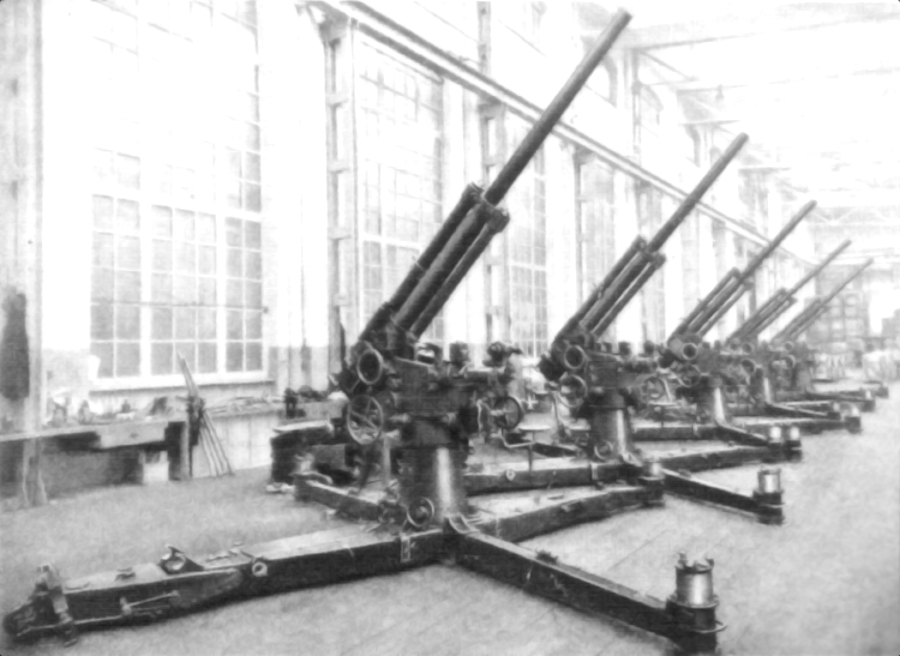
Typ 4 7,5-cm-Flugabwehrkanonen in der Endfertigung

Die Produktion begann Ende 1944 und endete erst bei Kriegsende im August 1945. Aus den vorliegenden Produktionszahlenangaben des Kaiserlich-Japanischen Heeres ergibt sich eine Gesamtproduktion von nur 75 Geschützen (1944: 12 Stück, 1945 63 Stück).
Aufgrund der geringen Produktion konnten nur wenige Einheiten mit den Geschützen ausgestattet werden. Eingesetzt wurde die Typ 4 7,5-cm-Flugabwehrkanone ausschließlich bei  Luftabwehr-Regimentern der Heimatverteidigung in Ergänzung zu den Typ 14 10-cm-, den Typ 88 7,5-cm- und den Typ 99 8,8-cm-Flugabwehrkanonen. Organisatorisch entsprachen die Einheiten der Flugabwehr denen der Artillerie mit Batterien zu 4 Geschützen und drei oder vier Batterien je Abteilung.
Die gesamte Waffe war einfacher strukturiert als die japanischen Modelle. Entsprechend war auch die Bedienung und Handhabung einfacher. Beim Transport waren die Geschütze aufgrund des niedrigen Schwerpunkts trotz des höheren Gewichts nicht schwerer zu manövrieren.
Die effektive Schusshöhe lag zwar unter der normalen Flughöhe des US-amerikanischen Boeing B-29 Bombers. Jedoch war die maximale Schusshöhe ausreichend, um in den meisten Fällen zumindest kurzzeitig Sperrfeuer schießen zu können und so den Anflug zu stören. Dies reichte allerdings nicht aus, um die Angriffe nachhaltig zu behindern. Gegen Bomber in mittlerer und niedriger Höhe war die Waffe trotz allem effektiver als alle anderen zur Verfügung stehenden Geschütze des gleichen Kalibers.

## Sonstige Verwendung
Die Typ 4 7,5-cm-Kanone wurde Ab Anfang 1944 parallel zum Prototypenbau der Flugabwehrkanone zu einer Panzerkanone und einer Panzerabwehrkanone für den Einsatz auf Selbstfahrlafette weiterentwickelt. Zunächst wurde ein stark modifiziertes Rücklaufsystem mit geringerem, nötigen Einbauvolumen verwendet, was sich aber in Tests nicht bewährte. Da die Waffen für den Typ 4 Panzer Chi-To, den Typ 5 Panzer Chi-Ri und den Typ 5 Waffenträger Na-To dringend benötigt wurden, wurde schließlich auf eine geringfügige Modifikation des ursprünglichen Rohrrücklaufs zurückgegriffen. Mit dieser konnten die Waffen als Typ 5 7,5-cm-Panzerkanone und Typ 5 7,5-cm-Panzerabwehrkanone im Frühjahr 1945 offiziell eingeführt werden.